# 中山电视新闻
中山新聞是中山广播电视台的一档新闻节目，以粤语播出为主，也是廣東四檔粵語主新聞節目之一（另三檔為省台《珠江新聞》、廣州《廣視新聞》、佛山《六點半新聞》）。1985年3月18日，《中山電視新聞》的前身《中山新聞》在中山電視台開播時候應運而生（但2016年1月1日起回復為《中山新聞》）。現在已拆分成《中山新聞》及《城市零距離》。

## 歷史
1985年3月18日在中山電視台開播時候應運而生，播出時間為晚上七時，每周播出兩晚新聞。直至1988年3月18日起改為一周播出六晚新聞。
1994年9月在新聞節目中開設「巡城馬」欄目，發揮輿論監督作用。
1997年11月，《中山新聞》更名《中山電視新聞》。
1998年1月1日起《中山電視新聞》开始直播，并每日播出。
2002年1月1日新增普通話新聞節目《今晚播報》。
2004年初曾經把《中山電視新聞》調整至晚上6:30播出，而晚上7時轉播中央電視台《新聞聯播》。但經過數個月觀眾的反映，最終把轉播央視新聞聯播改為公共頻道播出，恢復晚上7時在綜合頻道播中山電視新聞。
2008年1月1日逢星期日播出《一周》節目，把整個星期的新聞再綜合播出一次，加以手語翻译，方便聾啞人士。
2009年2月23日起因國家政策，原綜合頻道晚上7時調整轉播中央電視台新聞聯播，公共頻道晚上7時播放《中山電視新聞》。從此令中山綜合频道晚上7時播中山電視新聞成為歷史。
經過多方面的建議及投訴，從2009年6月22日起在上午11:40重播一次中山電視新聞。
2010年1月11日起調整至上午11:55分在中山綜合频道重播新聞。
2010年3月1日起《中山電視新聞》及《城市零距離》分開兩個獨立節目，前者在公共頻道晚上七時首播，后者在公共頻道晚上九時首播。同日起綜合頻道周六、日中午停止重播《中山電視新聞》及《城市零距離》。
2010年3月29日起《中山電視新聞》增加在綜合頻道晚上10:05重播。
2010年6月29日起中山電視台取消在綜合頻道晚上10:05重播，從這天起綜合頻道周六、日完全不播新聞。
2010年8月23日起中山電視綜合頻道再次完全全天不播新聞。公共頻道對《城市零距離》進行時間調整及新增中山普通話新聞。
2011年1月1日起中山綜合頻道新增普通話新聞《中山新聞聯播》。
2012年起中山電視公共頻道改版，《城市零距離》、《超然棟篤》、《中山電視新聞》都延長了播出時間，力爭將晚間18:00至19:30的收視高峰時段拉長，打造95分鐘的新聞資訊大板塊。《城市零距離》由原先每晚18:15至18:43播出，延長至18:10至18:44播出。星期一至六《中山電視新聞》亦由半小時增加至45分鐘。
2012年1月16日起《中山新聞聯播》首播時間提早至18:30播出。
2012年7月起《中山新聞聯播》暫停播映，而公共頻道新增普通話新聞《午間直播室》，但該節目在2015年年中停播。
2016年1月1日起，《中山電視新聞》再度改名為《中山新聞》。
2021年1月1日，《灣區直達》改為在高清演播室进行了录制。
2021年4月1日起，《中山新聞》製作正式改為高清直播播出。
2021年4月26日，民生新聞節目《城市零距離》改以全新高清演播室播出。
2021年11月22日，《灣區直達》節目改為星期一至六晚上10時播出，節目時長由原來15分鐘增至20分鐘。
2022年5月13日起，原《灣區直達》節目更名為《晚間播報》。

## 播出時間
《中山電視新聞》
- 公共頻道：19:00-19:30（首播）、23:50-00:28[7]／00:13[8]（重播）、翌日07:23-08:05[7]／07:49[8]（重播）

《城市零距離》：
- 公共頻道：星期一至六18:15-19:00（首播）、22:23-22:59（重播）、翌日07:28-08:02、12:00-12:30（重播）

《晚間播報》
- 公共頻道：22:00-22:20（首播）、07:00-07:22 （重播）